# Autorité des services et marchés financiers
Pour les articles homonymes, voir Autorité des marchés financiers.
L'Autorité des services et marchés financiers, en abrégé FSMA pour Financial Services and Markets Authority, qui succède à l’ancienne Commission bancaire, financière et des assurances (CBFA), est une autorité belge qui exerce le contrôle du secteur financier belge depuis le 1er avril 2011  aux côtés de la Banque nationale de Belgique.
Son fonctionnement et ses missions sont définis par la législation belge, en particulier la loi du 2 juillet 2010 adaptant la loi du 2 août 2002 sur la surveillance du secteur financier et sur les services financiers.

## Histoire et statut
La FSMA a succédé à la Commission bancaire, financière et des assurances (CBFA) le 1er avril 2011. La FSMA a le statut d’organisme public autonome. Cela signifie qu’elle a été créée par la loi et qu’elle exerce de manière indépendante les missions d’intérêt général qui lui ont été confiées par le législateur. Les membres des organes de la FSMA sont nommés par arrêté royal pour une période de six ans. Les collaborateurs de la FSMA ont un statut contractuel. La FSMA exerce, aux côtés de la Banque nationale de Belgique, le contrôle du secteur financier belge. Selon le nouveau modèle de contrôle, entré en vigueur en 2011, les compétences de la FSMA se déclinent en six volets : la surveillance des marchés financiers et le contrôle des sociétés cotées, le contrôle des règles de conduite, le contrôle des produits, le contrôle des prestataires de services financiers et des intermédiaires, le contrôle des pensions complémentaires et la contribution à une meilleure éducation financière.

## Missions
En sa qualité d'autorité de contrôle, la FSMA a essentiellement six missions. Elle veille à ce que le consommateur financier soit traité de manière éthique, correcte et équitable ; elle a pour objectif la transparence et le fonctionnement juste des marchés financiers ; elle favorise la prestation adéquate de services financiers en supervisant le respect par les établissements financiers des règles de conduite qui leur sont applicables, en contrôlant les produits financiers, les prestataires de ces services et les pensions complémentaires, et en veillant à une meilleure éducation du consommateur financier.

### Surveillance des marchés financiers et contrôle des sociétés cotées
La FSMA assure la surveillance des marchés financiers et le contrôle des sociétés cotées. Cela signifie notamment vérifier les informations diffusées par les sociétés cotées. Elle veille à ce que ces informations soient complètes et soient mises à la disposition du public en temps utile. La FSMA veille à ce que les détenteurs de titres de participation dans une société cotée soient traités de la même manière. Elle surveille en outre le fonctionnement des marchés financiers eux-mêmes en exerçant un contrôle sur les infrastructures de marché, comme Euronext Brussels.
Dans la pratique :
- Lors d’une offre publique d'achat, la FSMA s’assure que les règles sont respectées.
- La FSMA veille à ce que les informations financières diffusées par les sociétés cotées soient disponibles pour tout un chacun au même moment.
- La FSMA peut intervenir de différentes manières lorsqu’une société ne se conforme pas aux règles en vigueur (par exemple, publier un avertissement, suspendre la cotation d’une action, infliger une amende...).
- La FSMA peut examiner les situations susceptibles de constituer une opération d’initié ou une manipulation de marché et, le cas échéant, les sanctionner.

### Contrôle des produits
Le contrôle des produits vise à assurer que les produits offerts aux consommateurs soient compréhensibles et utiles. Il doit également permettre au consommateur d’avoir une meilleure vision des frais liés à ces produits. Rendre les produits plus simples et plus compréhensibles est également un des objectifs de la FSMA.
Tous les produits financiers proposés aux consommateurs sont soumis au contrôle de la FSMA. Le contrôle des produits financiers s’effectue de deux manières : il porte aussi bien sur la qualité des informations et des publicités diffusées au sujet de ces produits que sur le respect de la réglementation relative à ces produits.
Dans la pratique :
- Lors de l’émission publique de titres en Belgique, la FSMA doit préalablement approuver le prospectus ou vérifier si le prospectus a été approuvé à l’étranger.
- La FSMA contrôle le fonctionnement et l’organisation des organismes de placement collectif (fonds de placement ou SICAV).
- La FSMA s’assure, dans le cas des produits d’assurance et des emprunts hypothécaires, que les informations nécessaires ont été communiquées au client avant la conclusion du contrat et que les conditions contractuelles sont adéquates.
- La FSMA pourrait, à l’avenir, être chargée d’approuver la publicité afférente entre autres aux comptes d’épargne.
- La FSMA veille à ce que les prestataires de services financiers respectent les règles instaurées par la FSMA en ce qui concerne la commercialisation de produits structurés.

### Règles de conduite
La FSMA veille à ce que les établissements financiers respectent les règles de conduite en vigueur, afin d’assurer un traitement honnête, équitable et professionnel de leurs clients. Ces règles s’appliquent à tous les établissements financiers offrant des produits en Belgique et concernent donc également les banques, les entreprises d’assurances et les sociétés de bourse dont l’agrément relève par ailleurs des compétences de la Banque nationale de Belgique.
Pour pouvoir assurer un traitement correct et diligent des consommateurs de services et produits financiers, les établissements financiers doivent disposer d’une organisation adéquate et appliquer les procédures requises. Cela implique notamment une information correcte, une gestion appropriée des conflits d’intérêts potentiels et une exécution optimale des instructions du client. Les établissements financiers ne peuvent en outre vendre à un client que les produits qui correspondent à son profil de risque.
Dans la pratique :
- Les règles de conduite doivent notamment empêcher que des clients soient victimes de la pratique consistant, pour un établissement financier, à vendre à un client un produit qui ne correspond pas à son profil de risque ou à ses objectifs d’investissement.
- Les règles doivent faire en sorte que les intérêts des établissements financiers ne prennent pas le pas sur ceux de leurs clients.

### Prestataires de services financiers et intermédiaires
La FSMA assure le contrôle de toute une série d’acteurs qui fournissent des services financiers et sont en contact direct avec la clientèle :
- les intermédiaires en services bancaires et en services d’investissement et les intermédiaires d’assurances (agents et courtiers) ;
- les sociétés de gestion d’organismes de placement collectif ;
- les sociétés de gestion de portefeuille et de conseil en investissement;
- les bureaux de change ;
- les entreprises hypothécaires.

Il est envisagé, à terme, de confier également à la FSMA le contrôle des planificateurs financiers (financial planners), des intermédiaires offrant des prêts hypothécaires et des établissements octroyant des crédits à la consommation.
Dans la pratique :
- Tous les courtiers et agents doivent être inscrits auprès de la FSMA comme intermédiaires financiers.
- Lorsqu’une personne souhaite devenir agent ou courtier pour vendre des produits bancaires ou d’assurances, la FSMA contrôle si cette personne dispose d’une formation suffisante et de l’honorabilité professionnelle requise.
- Si la FSMA constate qu’une personne offre des services financiers sans disposer de l’agrément requis, elle publie une mise en garde et informe les autorités judiciaires.

### Éducation financière
Un des objectifs de la FSMA est de développer l'éducation financière des épargnants et des investisseurs afin que ceux-ci aient une meilleure compréhension des produits et services financiers qui leur sont proposés.
Dans la pratique :
- La FSMA élabore un plan d’action visant à améliorer les connaissances financières des citoyens belges.

### Pensions
La FSMA assure le contrôle des pensions complémentaires que les travailleurs salariés ou indépendants constituent dans le cadre de leurs activités professionnelles (ce que l’on appelle le «deuxième pilier de pension»). La FSMA veille au respect de la législation sociale relative au deuxième pilier de pension et surveille la santé financière des institutions de retraite professionnelle, qui assurent la gestion des régimes de pension complémentaire.
Dans la pratique :
- La FSMA traite les plaintes d’affiliés et de bénéficiaires concernant leurs droits de pension complémentaires.
- Lorsqu’une institution de retraite professionnelle présente une insuffisance de financement, la FSMA peut lui imposer un plan de redressement ou d’assainissement pour faire en sorte que cette insuffisance soit apurée au plus vite.

## Collaboration internationale
La FSMA est membre de l’Autorité européenne des marchés financiers (ESMA) et de l’Autorité européenne des assurances et des pensions professionnelles (EIOPA). La FSMA prend part aux travaux du Comité européen du risque systémique (ESRB), présidé par le président de la Banque centrale européenne. L'autorité de contrôle belge est également représentée au sein d’organes internationaux veillant à la coordination du contrôle, tels que l’Organisation internationale des commissions de valeurs (IOSCO) et l’Organisation internationale des autorités de contrôle des pensions (IOPS). Enfin, la FSMA a conclu de nombreux accords de coopération bilatéraux et multilatéraux avec des autorités de contrôle nationales homologues. La FSMA siège également dans plusieurs collèges de superviseurs dont la tâche est de coordonner le contrôle des infrastructures de marché.